# North-West District (Botswana)
North-West District er sammen med Central Kalahari de to distrikter i Botswana der besøges af flest turister. North-West District fordi det indeholder det store indlandsdelta Okavango og de store og forholdsvis uberørte dyrereservater Chobe, Savuti og Moremi.
Hovedbyen i N-W.D er Maun. En landsby ,der gennem de seneste årtier har udviklet sig til en by med faciliteter såsom supermarkeder og asfalterede veje og som er centrum – og udgangspunkt – for en stor del af turistindustrien i Botswana.
19°30′S 23°30′Ø / 19.5°S 23.5°Ø